# Молчаново (Каменский район)
Молчаново — посёлок в Каменском районе Тульской области России. 
В рамках административно-территориального устройства является центром Молчановского сельского округа Каменского района, в рамках организации местного самоуправления включается в Архангельское сельское поселение.

## География
Расположен на реке Галичка, в 16 км к северо-западу от райцентра, села Архангельское, и в 98 км к югу от областного центра, г. Тулы. 

## Население
| 2002 | 2010 |
| ---- | ---- |
| 579  | ↘534 |